# Luis Salmerón
Luis Ángel Salmerón (Córdoba, 18 marzo 1982) è un ex calciatore argentino, di ruolo attaccante.